# Assago
Assago ist eine Gemeinde mit 9224 Einwohnern (Stand 31. Dezember 2023) in der Metropolitanstadt Mailand, Region Lombardei.
Die Nachbarorte von Assago sind Mailand, Buccinasco, Zibido San Giacomo, und Rozzano.

## Bevölkerungsentwicklung
Assago zählt 2992 Privathaushalte. Zwischen 1991 und 2001 stieg die Einwohnerzahl von 6332 auf 7447. Dies entspricht einer prozentualen Zunahme von 17,6 %.

## Partnergemeinden
- Střelice, Tschechien
- Nozay, Île-de-France, Frankreich